# Маршальський жезл

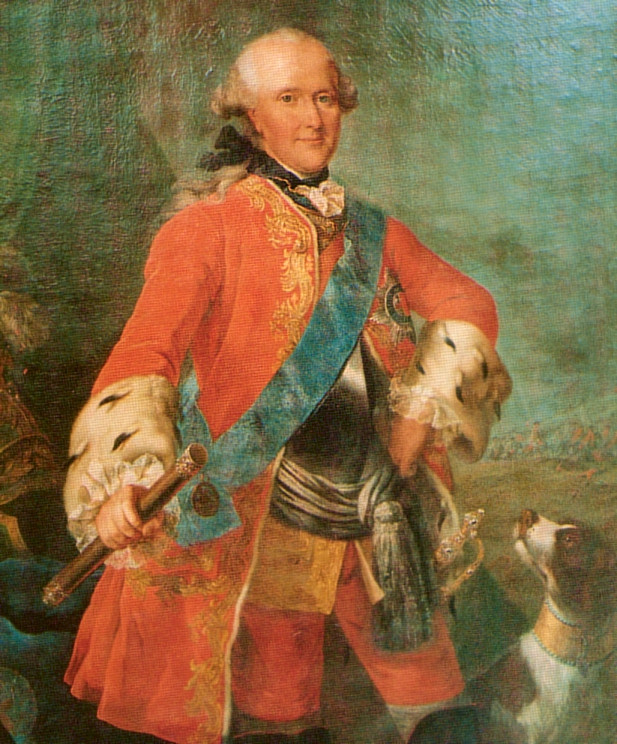
Принц Фердінанд Брауншвейгський, XVIII ст.

Маршальський жезл — символ влади командувачів військами в давнину, пізніше відзнака вищого командного складу. Маршальські жезли, що збереглися до нашого часу, мають вигляд короткої палиці, виготовленої з срібла або золота і прикрашеної коштовним камінням і державними емблемами. У придворному побуті жезл уживається деякими придворними чинами: гофмаршалами, церемоніймейстерами та іншими. Жезли зазвичай мають вид металевої або кістяної тростини, увінчаною державними емблемами. У наші дні маршальські і придворні жезли уживаються лише під час урочистих церемоній.

## Джерело
- Жезл // Энциклопедический словарь Брокгауза и Ефрона : в 86 т. (82 т. и 4 доп. т.). — СПб., 1890—1907. (рос. дореф.)